# 스노하체스트보

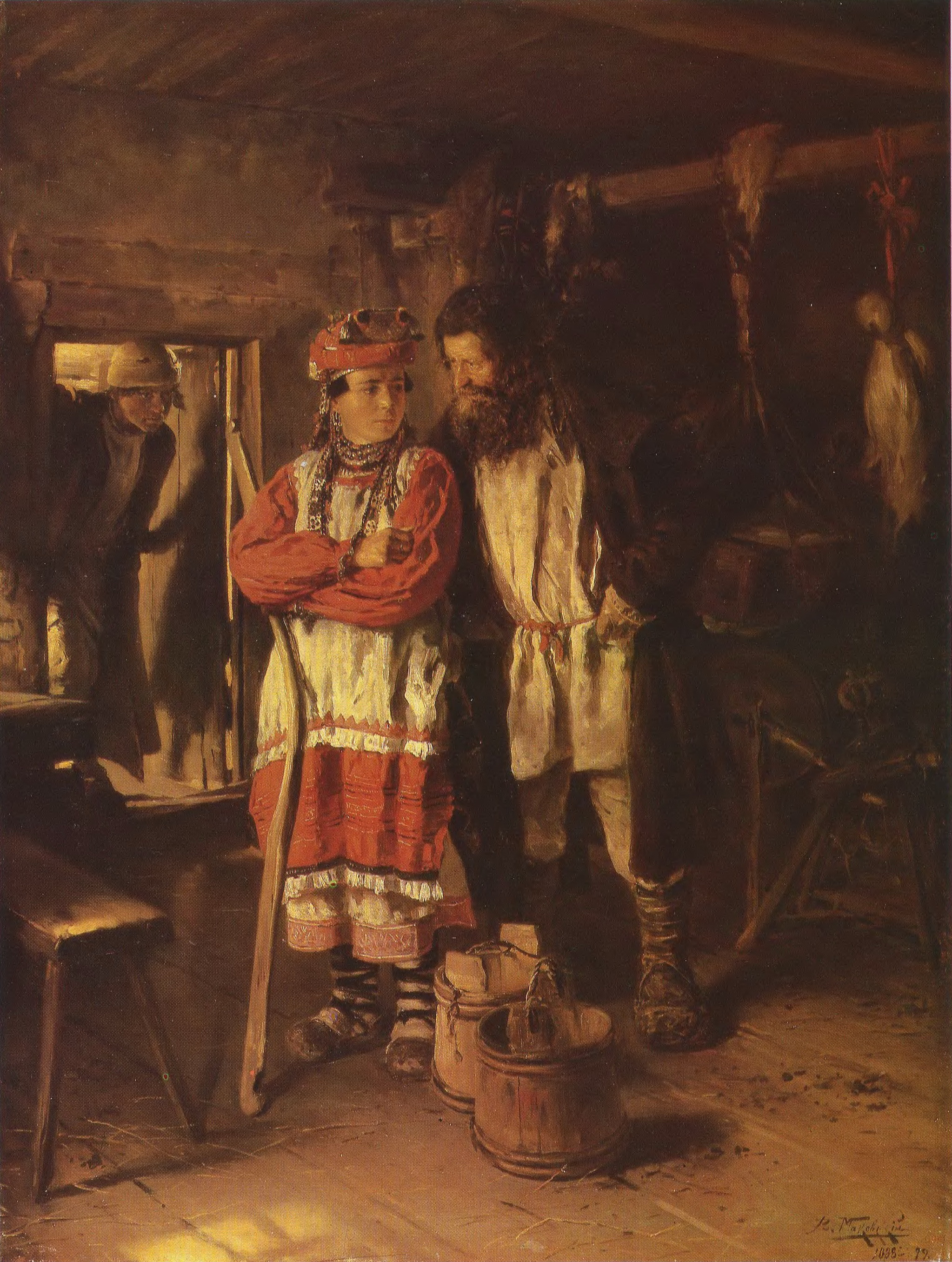
블라디미르 마코프스키의 그림 《시애비》(1888년).

스노하체스트보(러시아어: снохачество)는 러시아 제국의 농노 가정에서, 아들이 부재할 때 시아버지가 며느리를 강간하던 사회현상이다.
러시아 농촌에서 결혼은 가내의 차세대 노동력을 얻는 수단이었기에 여서일곱살 때부터 일찍이 계약결혼이 행해졌다. 예컨대 19세기 탐보프에서는 12-13세 소년이 16-17세 소녀와 결혼하곤 했다. 아들이 너무 어린 틈을 타 젊은 시아버지가 며느리에게 성적으로 접근했고, 시어머니는 며느리를 자신의 경쟁자로 여겨 학대했다.
러시아 정교회에서는 스노하체스트보를 근친상간의 일종으로 간주했다. 형사법적으로도 강간의 일종으로 여겨져 15-20대의 태형이 선고되었다. 그러나 애초에 음성화된 현상이라 공론화나 신고 자체가 잘 되지 않아서 제대로 근절되지 않았고, 그 실태를 확실히 추적하기도 어렵다.
러시아 지식인들은 스노하체스트보를 러시아 농노제의 후진성으로 인한 악습으로 여겼다. 특히 19세기에 징병제가 실시되면서 청년 남편들이 집을 떠나면서 며느리 강간이 더욱 만연했다. 그러나 1861년 농노해방령 이후로도 스노하체스트보는 여전히 널리 행해졌다. 율사, 범죄학자 블라디미르 드미트리예비치 나보코프는 “근친상간이 거의 일상적 정상(normal everyday)으로서 이루어지는 곳은 러시아 이외에 어디도 없다”고 했다.